# Nordostdeutschland
Der Begriff Nordostdeutschland bezeichnet den östlichen Teil von Norddeutschland. Bis 1945 machten größtenteils die Regionen Ostpreußen, Hinterpommern und die Grenzmark Posen-Westpreußen (bzw. bis 1918 Westpreußen) den Osten des Deutschen Reiches aus. Der Begriff Ostelbien verbindet das bis 1945 als Nordostdeutschland bezeichnete mit dem heute so bezeichneten Gebiet.

## Gebietsdefinitionen

### Norden der ehemaligen DDR und Berlin
Die heutige geographische Definition von West- und Ostdeutschland bezieht sich auf die ehemalige innerdeutsche Grenze, zur Zeit des Kalten Krieges, in BRD (West) und die DDR (Ost). Nach dieser Definition besteht der Osten Norddeutschlands aus den früher in der DDR gelegenen Ländern Mecklenburg-Vorpommern, Brandenburg und Teilen von Sachsen-Anhalt (dort besonders der Landschaft Altmark). Auch Berlin liegt nach dieser Definition in Nordostdeutschland. 

### Im frühen Mittelalter von Slawen und Balten bewohnter Teil Nordostdeutschlands
Die frühere Definition bezeichnet den im 12. und 13. Jahrhundert erworbenen und durch die Deutsche Ostsiedlung mit niederdeutschen Siedler besiedelten Teil des späteren Deutschen Reiches. In diesem entwickelte sich im Laufe der Jahrhunderte eine ostniederdeutsche Sprachvarietät zum Niederdeutschen. Nach dieser Definition ist Nordostdeutschland der nördliche Teil von Germania Slavica und Altpreußens. Demzufolge macht der Osten Norddeutschlands die Teile aus, die bei Amtsantritt Heinrichs I. von Slawen und Balten bewohnt wurden, somit auch östlich des Limes Saxoniae gelegene Teile Schleswig-Holsteins.

### Nördlicher Teil des Ostens des Deutschen Reiches
Bis zum Zweiten Weltkrieg verstand man unter Nordostdeutschland vor allem den nördlichen Teil des damaligen Ostdeutschland, also Ostpreußen, die Grenzmark Posen-Westpreußen, Westpreußen und nördliche Teile der Provinz Posen (beide bis 1918), Pommern und die Mark Brandenburg, die (bis auf die westlich der Oder gelegenen Teile Pommern und Brandenburgs) heute zu Polen und Russland gehören. Diese Begriffsverwendung wurde im offiziellen Sprachgebrauch mit der Festlegung der Oder-Neiße-Grenze als Ostgrenze Deutschlands hinfällig.

## Landschaftsbeschreibung
Allen Definitionen ist gemeinsam, dass Nordostdeutschland im Süden an der Mittelgebirgsschwelle endet. Nordostdeutschland liegt im Landschaftsgroßraum Norddeutsches Tiefland. Auf beiden Seiten der deutsch-polnischen Grenze liegen die bis 1945 vollständig zu Deutschland gehörenden Landschaften Lebus, Lausitz und Oderbruch, an die sich Teltow und Barnim anschließen. Von dort in Richtung Nordwesten folgen die Schorfheide, die Uckermark, das Ruppiner Land, die Mecklenburgische Seenplatte und die Mecklenburgische Schweiz. An der Ostseeküste liegen mehrere Bodden, die Inseln Usedom und Rügen, die Halbinsel Fischland-Darß-Zingst und die Regionen Vorpommern, Mittleres Mecklenburg und Westmecklenburg, an die sich im Osten ähnlich gegliederte Landschaften anschließen. Im Nordwesten Nordostdeutschlands liegt die Prignitz, im Westen die Altmark, der Elbe-Havel-Winkel und die Magdeburger Börde, im Südwesten der Fläming und im Südosten der Spreewald, die Lieberoser Heide und die oben genannte Lausitz. Auch der Osten Holsteins ist landschaftlich ähnlich strukturiert wie das angrenzende Mecklenburg.

## Sportverbände

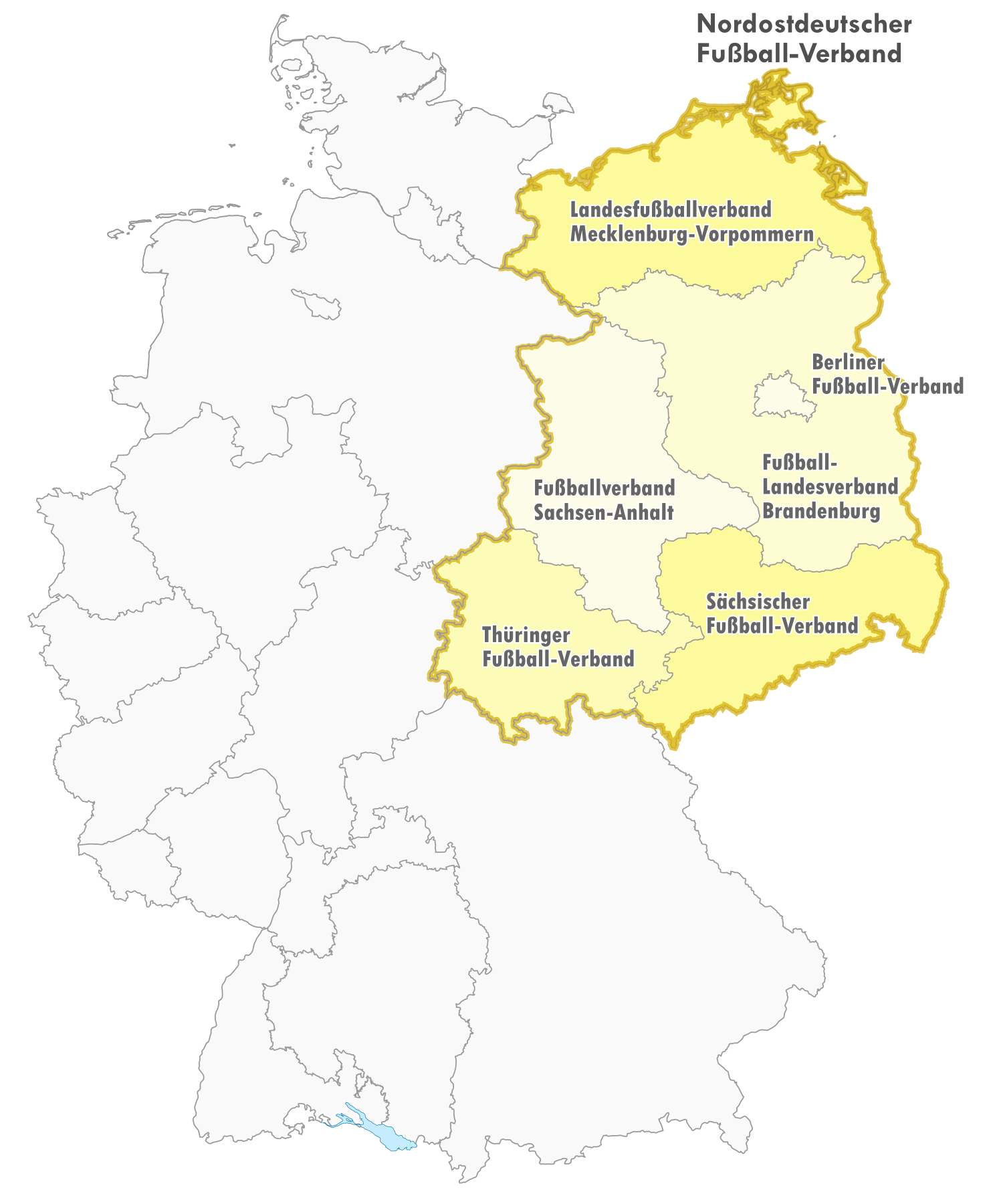
Karte des Nordostdeutschen Fußballverbands (NOFV) und seiner sechs Landesverbände

Der Deutsche Fußball-Bund (DFB) untergliedert das Bundesgebiet verbandsintern in fünf Regionalverbände. Der für das Gebiet der ehemaligen DDR (Deutscher Fußball-Verband) und West-Berlin (Berliner Fußball-Verband) zuständige Regionalverband ist dabei der Nordostdeutsche Fußballverband (NOFV), der im November 1990 nach der Wiedervereinigung gebildet wurde und der sich wiederum in sechs Landesverbände untergliedert; diese entsprechen den dort liegenden deckungsgleichen Bundesländern Berlin (BFV), Brandenburg (FLB), Mecklenburg-Vorpommern (LFV), Sachsen (SFV), Sachsen-Anhalt (FSA) und Thüringen (TFV). Der NOFV organisiert in seinem Bereich seit 1991 verschiedene Fußball-Regionalligen Nordost.